# Preterición (derecho)
La preterición, en el Derecho de sucesiones, es el olvido u omisión de un heredero forzoso en el testamento del causante.
Se puede distinguir la preterición intencional de la errónea. La primera se produce cuando el testador no menciona al legitimario conociendo su existencia y su relación de parentesco (la cual le atribuye la condición de legitimario o heredero forzoso), mientras que la segunda se produce cuando el testador ignora la existencia o condición del legitimario.
En el Derecho civil común, la preterición se regula en el art. 814 del Código Civil de España, según el cual la preterición intencional da derecho a lo que por legítima corresponda; mientras que la preterición no intencional de los hijos o descendientes anula las disposiciones testamentarias de contenido patrimonial, si son preteridos todos; o anula la institución de herederos, en otro caso, cuando es preterido sólo alguno de los herederos forzosos.